# Tartaków
Tartaków (ukr. Тартаків, Tartakiw; do 1939 także Tartaków Miasto) – wieś (dawniej miasto) na Ukrainie w obwodzie lwowskim, w rejonie czerwonogrodzkim. Liczy około 1500 mieszkańców.
W granicach Tartakowa znajdują się dawniej samodzielne wsie Tartaków Wieś i Tartakowiec.

## Historia
Miasteczko założone w 1426 roku. W 1685 roku otrzymało prawo magdeburskie, oraz przywilej na jarmarki i targi. Wytyczono wówczas kwadratowy rynek oraz zbudowano ratusz z wieżą zegarową. W XVII wieku było główna rezydencją hetmana Feliksa Kazimierza Potockiego (późniejszą siedzibą hetmana był Krystynopol). W latach 1871–1877 posługę spełniał św. Zygmunt Gorazdowski.
W II Rzeczypospolitej do 1934 roku samodzielna gmina jednostkowa. Następnie należał do zbiorowej wiejskiej gminy Tartaków Miasto w powiecie sokalskim w woj. lwowskim, której był siedzibą.
Podczas ataku III Rzeszy na ZSRR żołnierze niemieccy rozstrzelali tutaj mieszkańców kilku domów. Był to odwet za domniemane ostrzelanie ich z tych budynków. 27 stycznia 1944 r. nacjonaliści ukraińscy z OUN - UPA zamordowali tutaj 38 Polaków, rabując i paląc polskie zagrody.
Po II wojnie światowej w związku z przymusowym wysiedleniu polskiej ludności i poprowadzeniem nowej granicy państwowej na Bugu, Tartaków wraz z całym obszarem gminy Tartaków Miasto został przyłączony do Związku Radzieckiego.

## Zabytki
- W miejscu otoczonego fosą murowanego zamku zbudowanego przez Potockich najprawdopodobniej w XVII wieku[5], w 1898 r. Zbigniew Lanckoroński wzniósł pałac[6] w stylu neobaroku francuskiego[7]. Zaprojektował go znany architekt Wincenty Jan Rawski (młodszy), polski architekt i budowniczy, działający głównie we Lwowie[8]. Przebudowywał oraz projektował także pałace i dwory ziemiańskie, m.in. hr. Lanckorońskiego w Tartakowie, hr. Dzieduszyckiego w Izydorówce oraz dwór Kozłowieckich w Rakowej (1896). Zaprojektował także w roku 1899 siedzibę Dyrekcji Skarbu przy ulicy Jagiellońskiej 52 w Nowym Sączu[9]. Po II Wojnie Światowej w pałacu Potockich - Urbańskich władze sowieckie zorganizowały szkołę podstawową i średnią, najpierw w budynkach gospodarczych obok pałacu, a następnie w samym pałacu. W budynku gospodarczym zorganizowano warsztaty dla uczniów. Na początku lat 90. XX wieku w ogrodzie pałacowym zbudowano nowy obiekt szkolny. Opustoszały pałac w 1994 roku podpalili nieznani sprawcy.
- kościół rzymskokatolicki pw. św. Michała Archanioła[10] , budowany w latach 1739- ok. 1751, powstały z inicjatywy i funduszy Franciszka Salezego Potockiego konsekrowany w 1794 roku przez arcybiskupa Kajetana Kickiego, metropolitę lwowskiego. Wewnątrz kościoła od 1764 do 1944 roku znajdował się słynący łaskami obraz Matki Bożej Tartakowskiej, który poprzednio wisiał w miejscowym zamku Potockich (do pożaru) a następnie był przechowywany przez Mikołaja Kucharskiego (kapelana Stanisława Potockiego), a po jego śmierci znalazł się w kościele. W 1777 roku obraz został uznany za cudowny. W 1944 roku został wywieziony przez siostry służebniczki do domu zakonu w Dębicy, następnie trafił do kościoła w Łukawcu. 15 maja 2004 roku kopia obrazu powróciła do swojego dawnego miejsca – do kościoła w Tartakowie, oryginał został w Łukawcu. Sam kościół po wysiedleniu z tych ziem Polaków został przekształcony za czasów Ukraińskiej SRR w spichlerz zbożowy miejscowego kołchozu i zdewastowany. Zwrócony katolikom w 2003 roku. Od tego czasu pozostaje remontowany[11].
- cerkiew murowana z 1875 roku, fundacji proboszcza Emiliana Lewickiego.

## Urodzeni w Tartakowie
- Andrzej Chołoniewski (1744–1819) – duchowny katolicki, w 1804 mianowany biskupem pomocniczym łucko-żytomierskim
- Roman Oleksin (ur. 1934) – polski rzemieślnik i działacz spółdzielczy, poseł na Sejm PRL VII kadencji (1976–1980)
- Mieczysław Tarnawski (1866–1928) – ksiądz rzymskokatolicki, profesor teologii Uniwersytetu Lwowskiego, kapelan Wojska Polskiego, kawaler Orderu Virtuti Militari

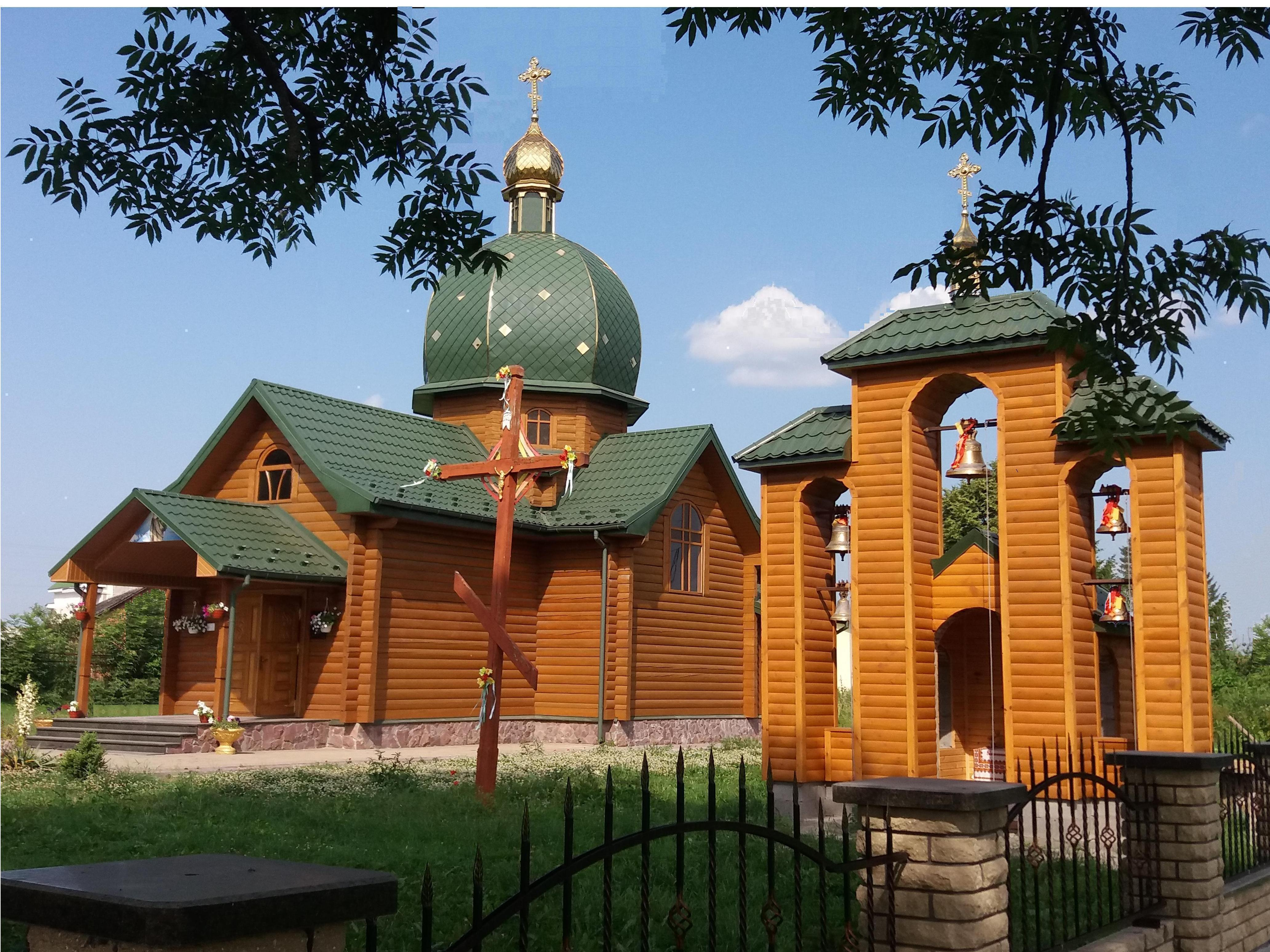
Cerkiew Narodzenia św. Jana Chrzciciela (Kościoła Prawosławnego Ukrainy)
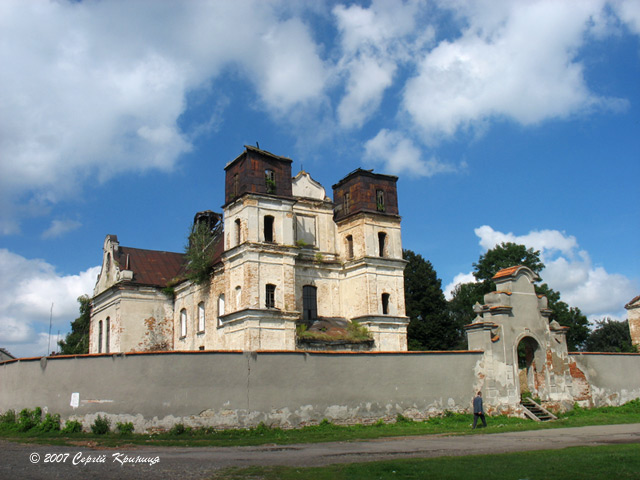
Kościół św. Michała Archanioła